# Felsőpáhok
Felsőpáhok è un comune dell'Ungheria di 579 abitanti (dati 2001). È situato nella contea di Zala.